# Cerclatge i lligadura amb bandes elàstiques

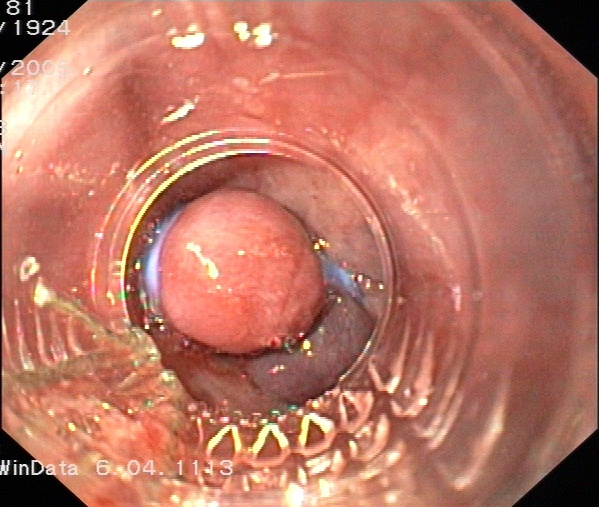
Lligadura de goma elàstica de varius esofàgiques. intervrncio realitzada a l'Hospital Albertinen d'Hamburg.

Els cerclatges amb bandes elàstiques i lligadures amb bandes elàstiques són uns procediments mèdics que utilitzen bandes elàstiques per a la constricció.
La banda es pot utilitzar per lligar els vasos sanguinis per aturar l'hemorràgia, com en el tractament de l'hemorràgia per varices esofàgiques. La banda restringeix el flux sanguini al teixit lligat, de manera que finalment mor, es desprèn i cau del teixit de suport. Aquest mateix principi s'utilitza pel tractament de les hemorroides.
Les bandes també es poden utilitzar per restringir (amb el cerclatge) la funció d'un òrgan sense matar-lo. Amb la banda gàstrica, per tractar l'obesitat, es redueix la mida de l'estómac perquè la digestió s'alenteixi i el pacient se senti ple més ràpidament, i mengi menys.
L'anellament com a procediment veterinari s'utilitza habitualment en el bestiar per a la castració dels mascles d'ovelles i pels bous. L'anellament també es fa habitualment a la cua (caudectomia) d'ovelles per evitar l'atac de la mosca, i menys comunament, s'utilitza per les cues de boví lleter i cavalls de tir. Les bandes s'apliquen a la base de l'escrot o al lloc desitjat de la cua, restringint el flux sanguini a l'escrot o al teixit de la cua, que finalment mor i cau. El procediment és realitzat amb freqüència per ramaders formats sota les recomanacions d'un veterinari.